# Casa Nova del Feu
La Casa Nova del Feu és una masia de l'Esquirol (Osona) inclosa a l'Inventari del Patrimoni Arquitectònic de Catalunya.

## Descripció
Masia de planta rectangular (17 x 8), coberta a tres vessants i amb el carener paral·lel a la façana, situada a migdia. Està dividida en la casa dels amos (sector Est) i la dels masovers (sector Oest), que són dins el mateix edifici i consta de planta i primer pis. Totes les obertures tenen els emmarcaments de totxo. La façana principal presenta un portal rectangular d'arc escarser que està recobert per plaques de gres, quatre finestres d'arc escarser disposades simètricament i amb porticons de planxa de ferro i una finestra lateral al sector Nord; el primer pis presenta quatre finestres iguals que les del primer pis. La façana sud presenta un cos de planta adossat en funció de terrassa al primer pis, amb dos portals d'arc escarser i de garatge a la planta, on presenta dos portals i una finestra. La façana oest (masovers) presenta a la planta un portal rectangular central, al qual s'accedeix mitjançant cinc graons, quatre finestres amb les mateixes característiques i disposades igual que a la façana principal, dues de les quals estan tapiades; i al primer pis quatre finestres d'arc escarser.

## Història
Anomenada també Can Girapells, que pertanyia a la hisenda Feu.
Apareix al "Nomenclator de la Provincia de Barcelona. Partido Judicial de Vich. 1860" com a casa de pagès.